# Швєнтослав (підскарбій королівський)
Швєнтослав (Швєнтек, Швьонтек, Свєнтослав; пом. бл. 1384) — державний діяч Королівства Польського, жупник краківський (1337—1338), підскарбій королівський (надвірний) (1355—1368), коморник краківський (1368—1370), імовірно староста хенцинський (?).

## Життєпис
Згідно з Францішеком Пекосінським, за іменем Швєнтослав належав до роду Любовлітів-Оґнівітів, що використовували герб Любовля. Владислав Семкович, імовірно, неправильно ототожнював підскарбія Швєнтослава зі Швєнтославом з Шубіна та Вонсоша (пом. 1403) з роду Палуків гербу Топор, який був підкоморієм познанським (1376—1389) і каштеляном каліським (1390—1403). Належність Швєнтослава до Палуків, але не тотожність із каштеляном каліським, приймає також Анджей Мажец. Проте вся діяльність Швєнтослава була пов'язана з Краковом і Краківською землею, тому більш імовірним є його віднесення до Любовлітів-малополян, ніж до Палуків-великополян.
Народився він, очевидно, в першій чверті XIV століття, здогадно в Краківській землі, на теренах поблизу Кракова, чи в північно-західній частині Сондеччини (у межиріччі Дунайця та Лососіни), де був поширений герб Любовля. Вперше він згадується 24 грудня 1337 року, коли як жупник королівський засвідчив привілей абата кляштору премонстрантів у Бжеську Швєнтослава Кунькові Кунцевичеві на солтиство в Ґунові. Був королівським жупником (напевно краківським) щонайменше в 1337—1338 роках, а можливо й пізніше. Припускають, що назва одного з соляних шахтних стовбурів (стволів, вирубок) «Швєнтославський» у Величці походить саме від його імені.
Протягом 1355—1368 років з перервами обіймав посаду королівського чи надвірного підскарбія. Потім протягом 1368—1370 років був останнім відомим коморником краківським. На думку дослідників, він міг певний час посідати ці два уряди одночасно. Входив до королівської ради Казимира Великого.
1368 року, за наказом короля, взяв участь в укладенні жупницького статуту для Велички.
Після смерті короля, під час заупокійної меси 19 листопада 1370 року коморник Швєнтослав приніс до вівтаря як пожертву символи своєї світської влади — срібні чаші з рушниками та скатертинами.
1 липня 1384 продає нерухомість у Хенцинах — можливо, отримав її раніше завдяки тому, що обіймав посаду старости в цьому місті. Невдовзі після цього він, очевидно, помер.